# William Howard Stein
William Howard Stein (25. června 1911, New York, New York, USA – 2. února 1980, New York) byl americký biochemik. nositel Nobelovy ceny za chemii za rok 1972. 
Studoval na Harvardu a na Kolumbijské univerzitě. Pak nastoupil k Maxi Bergmannovi na Rockefellerovu universitu, kde vykonal nejdůležitější část své vědecké práce a kromě několika hostování na jiných univerzitách zde zůstal až do konce profesní dráhy.
V roce 1972 obdržel Nobelovu cenu společně se Stanfordem Moorem a Christianem B. Anfinsenem za studium vztahu mezi strukturou a funkcí biologicky aktivních bílkovin, zvláště enzymu ribonukleázy.